# Rio Braço do Norte
Rio Braço do Norte är ett vattendrag i Brasilien.   Det ligger i delstaten Santa Catarina, i den södra delen av landet, 1 400 km söder om huvudstaden Brasília.
I omgivningen kring Rio Braço do Norte växer i huvudsak städsegrön lövskog. Området är tätbefolkat, med 308 invånare per kvadratkilometer.